# Colm Meaney
Colm J. Meaney (irlandès: Colm Ó Maonaigh nascut el 30 de maig de 1953) és un actor irlandès. Conegut per les seves actuacions a la pantalla i al teatre, ha rebut set nominacions dels Irish Film & Television Academy, guanyant dues vegades per How Harry Became a Tree del 2001 i The Journey del 2017. Altres crèdits cinematogràfics inclouen la franquícia Barrytown de Roddy Doyle, Con Air, Crim organitzat, The Damned United, Get Him to the Greek i Cafè irlandès, per la qual va ser nominat al Globus d'Or al millor actor musical o còmic, i va guanyar el Premi Hugo de Plata al millor actor al Festival Internacional de Cinema de Chicago de 1993.
A la televisió, Meaney és conegut sobretot per la seva interpretació de Miles O'Brien tant a Star Trek: La nova generació (1987–1994) com a Star Trek: Deep Space Nine (1993–1999), apareixent en un total de 225 episodis. Altres crèdits televisius inclouen cinc temporades com a Thomas C. Durant al western Hell on Wheels (2011–2016), James Burbage a la sèrie de ficció històrica Will (2017) de la TNT, i Finn Wallace a la sèrie criminal Gangs of London (2020) de Sky Atlantic. Les nombroses aparicions de Meaney com a convidat inclouen papers a Moonlighting, MacGyver, Murdoch Mysteries, Law & Order, Els Simpsons i It's Always Sunny in Philadelphia.
També com a veterà del teatre, Meaney ha protagonitzat al Broadway i al West End les obres The Iceman Cometh i A Moon for the Misbegotten d'Eugene O'Neill, La gata sobre la teulada de zinc calenta de Tennessee Williams' i Breaking the Code de Hugh Whitemore. A més, ha aparegut en nombroses produccions amb el Teatre Nacional d'Irlanda, incloent-hi Juno and the Paycock de Seán O'Casey, The Silver Tassie i The Shadow of a Gunman.
El 2020, Meaney va ocupar el lloc 24 a la llista de The Irish Times dels "50 millors actors de cinema irlandesos de tots els temps". El 2025, va rebre el Premi a la Trajectòria de l'Irish Film & Television Academy.

## Primers anys i educació
Meaney va néixer a Glasnevin, Dublín, fill de Kathleen i Patrick Meaney, que era conductor de furgoneta per a Johnston, Mooney & O'Brien. Els seus germans són Liam, Padraig i Sean Meaney. Va desenvolupar una passió per la interpretació als 14 anys i, després de completar el seu diploma de batxillerat, es va matricular a l'Abbey Theatre School. En acabar els seus estudis, Meaney es va unir a la companyia del Teatre Nacional d'Irlanda.

## Carrera

### Teatre

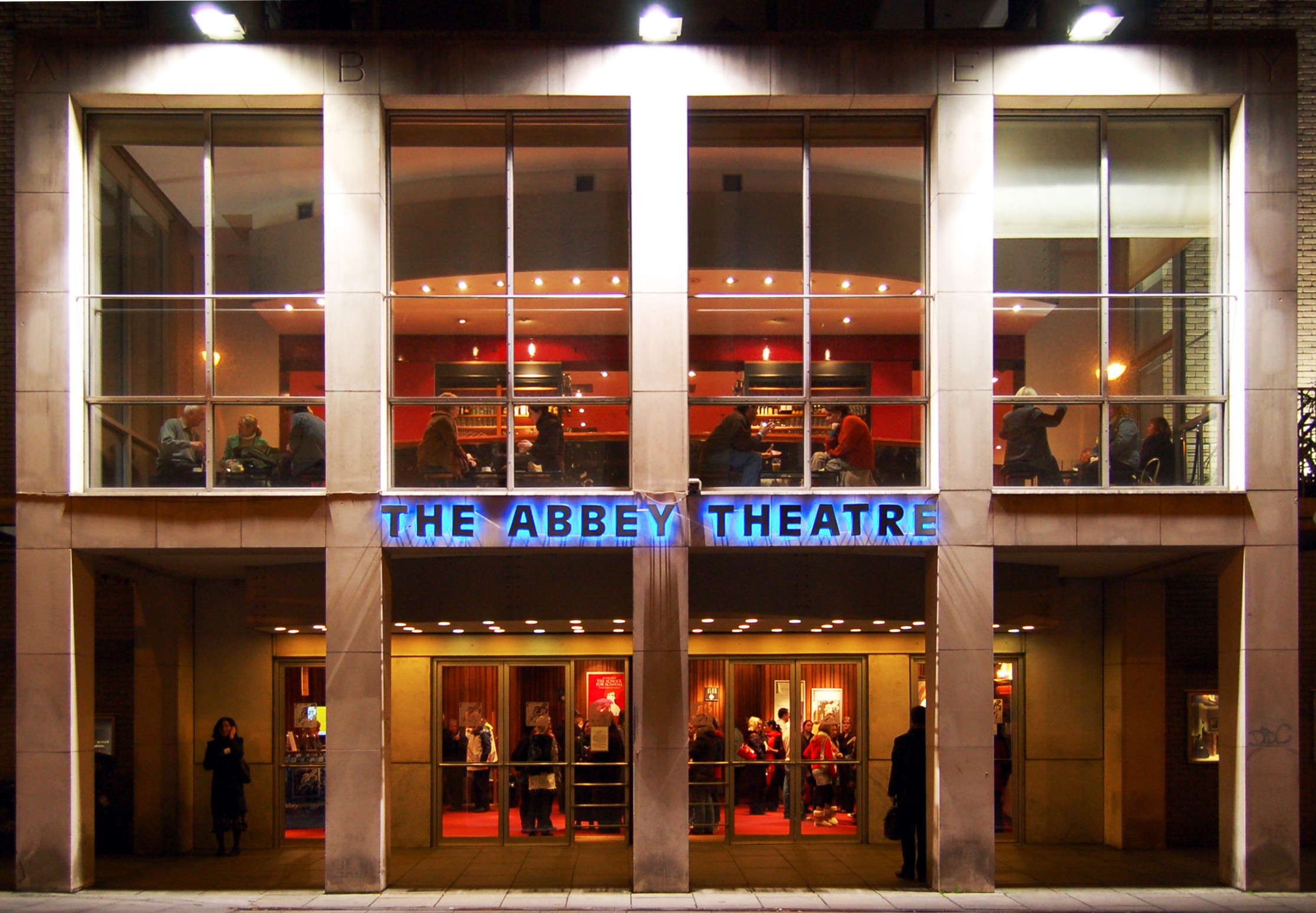
Meaney va començar la seva carrera actuant en nombroses produccions amb l'Abbey Theatre de 1971 a 1980.

El 1971, Meaney es va unir a la companyia del Teatre Nacional d'Irlanda, apareixent en 24 produccions durant els següents nou anys. Entre els crèdits d'aquest període s'inclouen Conte d'hivern de William Shakespeare, El rei Èdip de W. B. Yeats, Saint Joan de George Bernard Shaw, Arrah-na-Pogue de Dion Boucicault i Juno and the Paycock de Sean O'Casey. Durant gran part d'aquest període, Meaney va dividir el seu temps entre Dublín i Londres, fent gires pel Regne Unit amb diverses companyies de teatre, inclòs el grup de teatre 7:84 fundat per John McGrath. Meaney va debutar a l'Off-West End el 1975, apareixent a les obres de McGrath Fish in the Sea al Half Moon Theatre i Yobbo Nowt al Shaw Theatre. L'any següent va aparèixer en una adaptació teatral de "Història de la desena lluita" de Lin Biao a l'Institut d'Arts Contemporànies. Meaney va debutar als escenaris americans el 1982 al Festival de Shakespeare dels Grans Llacs, on va romandre membre de la companyia d'estiu fins al 1985. Entre els crèdits d'aquest període s'inclouen "Enric V" de William Shakespeare, The Playboy of the Western World de J. M. Synge, A Child's Christmas in Wales de Dylan Thomas,  And a Nightingale Sang de C. P. Taylor i l'estrena americana de The Life and Adventures of Nicholas Nickleby. L'obra és una adaptació teatral de 8½ hores de durada de la novel·la de Charles Dickens del mateix nom, representada en dues parts. La producció va ser un èxit de crítica i comercial, i posteriorment es va transferir al Merle Reskin Theatre de Chicago, Illinois.
Meaney va debutar a l'Off-Broadway el 1984, interpretant a Kevin a The Poker Sessions de Hugh Leonard al Theater Off Park. El 1986 es va traslladar de Nova York a Los Angeles. Aquell mateix any va protagonitzar Alpha de Sławomir Mrożek, The Birthday Party de Harold Pinter, i Diary of a Hunger Strike de Peter Sheridan, tots al Los Angeles Theatre Center. L'actuació de Meaney en aquesta última li va valer una nominació al Drama-Logue Award al millor actor d'obra de teatre. El 1987, Meaney va aparèixer com a Mick Ross a l'estrena americana de Breaking the Code de Hugh Whitemore al Kennedy Center de Washington, D.C. Més tard aquell mateix any, la producció es va transferir al Neil Simon Theatre de Broadway. De 1992 a 1993, Meaney va aparèixer en una gira per diverses ciutats de l'obra de Tom Stoppard Every Good Boy Deserves Favour, dirigida pel seu coprotagonista de Star Trek Patrick Stewart. Els llocs de la gira van incloure l'Orange County Symphony a Garden Grove, CA; The Chicago Theatre a Chicago, i el Fox Theatre de Minneapolis, Minnesota. El 1999, Meaney va protagonitzar l'adaptació teatral de Peter Parnell de l'obra The Cider House Rules de John Irving a l'Atlantic Theater Company. Meaney va guanyar un Premi Obie per la seva actuació.
Meaney va debutar al West End com a Phil Hogan a la reposició del 2006 de l'obra A Moon for the Misbegotten d'Eugene O'Neill al The Old Vic. Dirigida per Howard Davies, el repartiment també incloïa Kevin Spacey i Eve Best. Per la seva actuació, Meaney va ser nominat al Premi Olivier al Millor actuació secundària. L'any següent, la producció es va transferir al Brooks Atkinson Theatre el Broadway. Meaney tornaria més tard a Broadway en la reposició el 2018 de The Iceman Cometh d'Eugene O'Neill al Teatre Bernard B. Jacobs. Dirigida per George C. Wolfe, el repartiment incloïa Denzel Washington, Bill Irwin, David Morse, Tammy Blanchard i Austin Butler. El 2023, després de més de 40 anys d'absència, Meaney va tornar als escenaris irlandesos en la reposició de Landmark Productions de l'obra d'Enda Walsh Bedbound al Festival Internacional d'Arts de Galway. Protagonitzada per la seva filla Brenda Meaney, la producció es va transferir més tard a un compromís addicional al Teatre Olympia de Dublín.

### Televisió i cinema

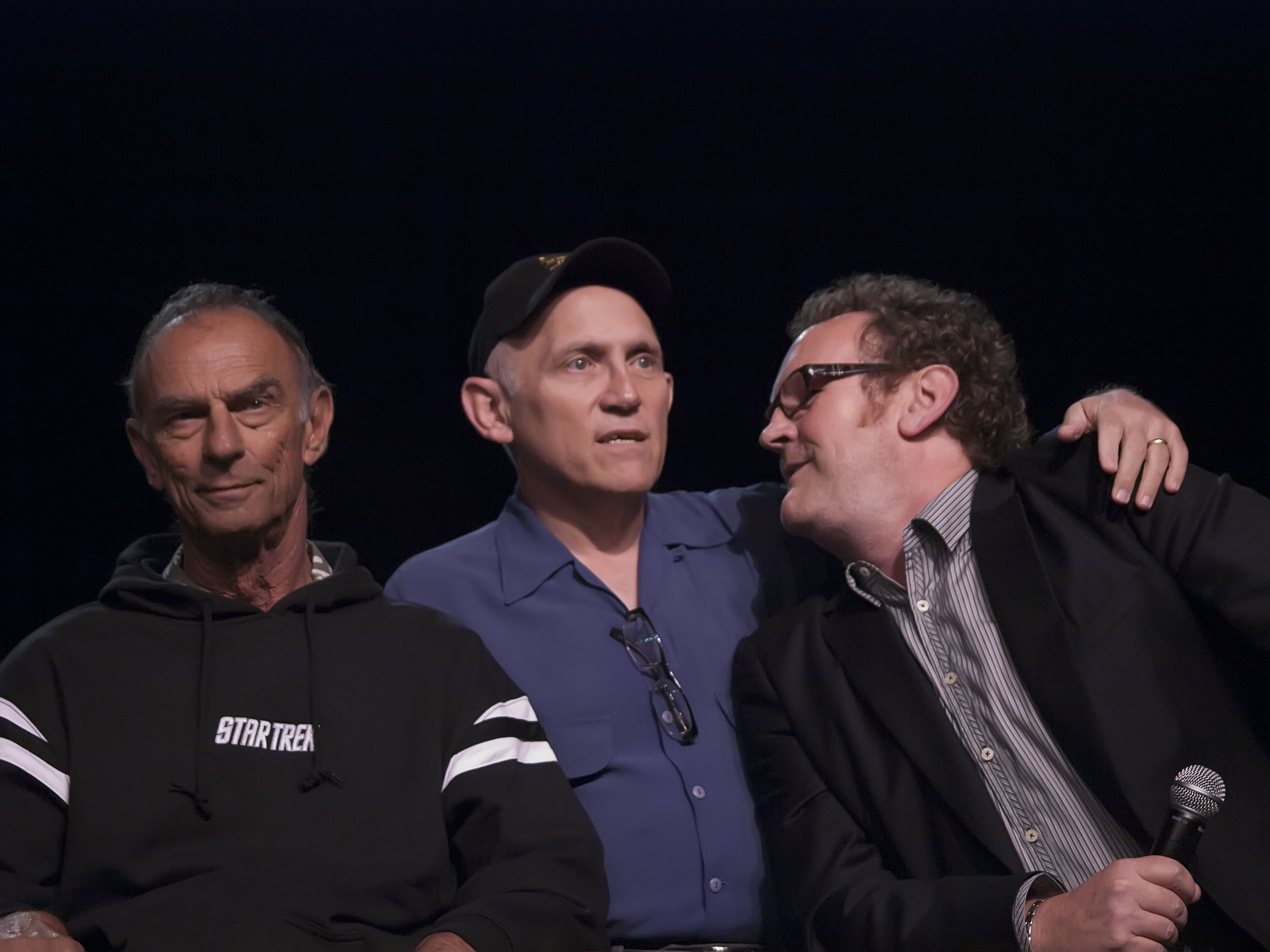
Meaney (dreta) amb els actors de Star Trek: Deep Space Nine Marc Alaimo (esquerra) i Armin Shimerman (mig)

La primera aparició televisiva de Meaney va ser a Z-Cars a BBC One, el 1978. Va ser estrella convidada en programes com ara Remington Steele i Moonlighting abans d'embarcar-se en una reeixida carrera cinematogràfica; va rebre una nominació al Globus d'Or al millor actor pel seu paper a Cafè irlandès.
Meaney va aparèixer per primera vegada a Star Trek: La nova generació al seu episodi pilot de 1987, "Trobada a Farpoint", com a oficial de timoner sense nom. El seu personatge es va convertir en un personatge recurrent, i se li va donar el nom de Miles O'Brien a mesura que es va fer més prominent a la tripulació com a Cap de Transport. El 1993, Meaney va deixar La nova generació per un paper principal a la seva sèrie derivada Star Trek: Deep Space Nine i va romandre a la sèrie fins al seu episodi final, el 1999. Amb un total de 225 aparicions a Star Trek, és el segon darrere de Michael Dorn amb més aparicions a la franquícia.
Meaney va interpretar Colum O'Hara a la minisèrie de 1994 Scarlett, la seqüela de Allò que el vent s'endugué. Ha interpretat un paper recurrent menor com a Cowen, líder dels Genii a la sèrie Stargate Atlantis, actor convidat a Law & Order, Law & Order: Criminal Intent va aparèixer com a Bob O'Donnell al programa de l'ABC Men in Trees. Meaney va aparèixer a la pel·lícula Die Hard 2, interpretant el pilot de l'avió Windsor 114 que posteriorment va ser estavellat pel coronel Stuart.
Va ser l'únic actor que va aparèixer a les tres adaptacions cinematogràfiques de The Barrytown Trilogy de Roddy Doyle, com el pare de la família Rabbitte. Les seves aparicions teatrals inclouen la producció d'Old Vic de A Moon for the Misbegotten d'Eugene O'Neill. Meaney va protagonitzar la pel·lícula de comèdia britànica Three and Out (estrenada al Regne Unit el 25 d'abril de 2008). El juliol del mateix any, An Post (l'Oficina de Correus Irlandesa) va emetre un segell postal que mostrava Meaney com a Joe Mullen a la pel·lícula Kings.
El 2009, Meaney va coprotagonitzar amb Gerard Butler i Jamie Foxx a Law Abiding Citizen, interpretant el detectiu Dunnigan. El març de 2009, Meaney va posar la veu a un cambrer irlandès a l'episodi del dia de Sant Patrici de Els Simpsons, "In the Name of the Grandfather". El mateix mes es va estrenar la pel·lícula The Damned United, una recreació majoritàriament fictícia del període de 44 dies en què Brian Clough va ser entrenador del Leeds United F.C.. Meaney va interpretar l'exentrenador del Leeds Don Revie. Va coprotagonitzar Soldiers of Fortune. El 2013, Meaney va coprotagonitzar Alan Partridge: Alpha Papa. El 2014, va aparèixer com a The Horse a la sèrie de tres parts de la BBC The Driver. Durant cinc temporades va interpretar el magnat ferroviari Thomas C. Durant a la sèrie dramàtica d'AMC Hell on Wheels.

## Vida personal
De 1977 a 1994, Meaney va estar casat amb el també actor Bairbre Dowling, amb qui va aparèixer sovint al costat dels altres a l'escenari i la pantalla. Junts van tenir una filla, l'actriu Brenda Meaney, nascuda el 1984.
Meaney es va casar amb la dissenyadora de vestuari francesa Ines Glorian el març del 2007. La seva filla Ada va néixer el 2005. La família viu a la ciutat mallorquina de Sóller, amb cases a Los Angeles i Dublín.
Meaney és partidari del Sinn Féin.

## Crèdits d'actuació

### Cinema
| Any  | Títol                                                       | Paper                                    | Notes                                                     |
| ---- | ----------------------------------------------------------- | ---------------------------------------- | --------------------------------------------------------- |
| 1981 | Nailed                                                      | Jove protestant                          | ITV, Telefilm                                             |
| 1983 | Playboy of the Western World                                | Shawn                                    | PBS, Telefilm                                             |
| 1984 | The Hidden Curriculum                                       | David Dunn                               | UTV, Telefilm                                             |
| 1986 | Omega Syndrome                                              | Sean                                     |                                                           |
| 1987 | The Dead                                                    | Mr. Bergin                               |                                                           |
| 1987 | Kenny Rogers as The Gambler, Part III: The Legend Continues | Tinkerer                                 | NBC, Telefilm                                             |
| 1989 | Perfect Witness                                             | Meagher                                  | HBO, Telefilm                                             |
| 1990 | Come See the Paradise                                       | Gerry McGurn                             |                                                           |
| 1990 | Dick Tracy                                                  | Policia al Tess's                        |                                                           |
| 1990 | Die Hard 2                                                  | Pilot                                    |                                                           |
| 1991 | The Commitments                                             | Jimmy Rabbitte, Sr.                      |                                                           |
| 1992 | Under Siege                                                 | Daumer                                   |                                                           |
| 1992 | L'últim dels mohicans                                       | Maj. Ambrose                             |                                                           |
| 1992 | Un horitzó molt llunyà                                      | Kelly                                    |                                                           |
| 1992 | Escapada a l'Oest                                           | Barreller                                |                                                           |
| 1993 | Cafè irlandès                                               | Dessie Curley                            | Nominat – Globus d'Or al millor actor musical o còmic     |
| 1994 | War of the Buttons                                          | Pare de Geronimo                         |                                                           |
| 1994 | El balneari de Battle Creek                                 | Dr. Lionel Badger                        |                                                           |
| 1995 | L'anglès que va pujar un turó però va baixar una muntanya   | Morgan the Goat                          |                                                           |
| 1995 | Ripple                                                      | Nathan                                   | Curtmetratge                                              |
| 1996 | The Van                                                     | Larry                                    |                                                           |
| 1996 | The Last of the High Kings                                  | Jim Davern                               |                                                           |
| 1997 | Con Air                                                     | Agent Duncan Malloy                      |                                                           |
| 1997 | Owd Bob                                                     | Keith Moore                              |                                                           |
| 1998 | Aquest és el meu pare                                       | Seamus, propietar idel Bed and Breakfast |                                                           |
| 1998 | Monument Ave.                                               | Jackie O'Hara                            | a.k.a. Snitch                                             |
| 1998 | October 22                                                  | Steve                                    |                                                           |
| 1998 | Claire Dolan                                                | Roland Cain                              |                                                           |
| 1998 | Money Kings                                                 | Al Sheehan                               | Cinemax, Telefilm (a.k.a. Vig)                            |
| 1999 | Mystery, Alaska                                             | Mjor Scott Pitcher                       |                                                           |
| 1999 | Chapter Zero                                                | Frank Lazarus                            |                                                           |
| 1999 | Four Days                                                   | Fury                                     |                                                           |
| 1999 | Most Important                                              | Dan O'Neill                              |                                                           |
| 2001 | Backflash                                                   | Gin O'Malley                             |                                                           |
| 2001 | How Harry Became a Tree                                     | Harry                                    | Irish Film and Television Award al millor actor           |
| 2002 | King of Texas                                               | Mr. Tumlinson                            | TNT, Telefilm                                             |
| 2002 | R.U.S./H.                                                   | Capt. Mike Gunnison                      | CBS, Telefilm                                             |
| 2003 | The Boys from County Clare                                  | Jimmy                                    |                                                           |
| 2003 | Intermission                                                | Jerry Lynch                              |                                                           |
| 2004 | Blueberry: L'experiència secreta                            | Jimmy McClure                            | (a.k.a Renegade)                                          |
| 2004 | Bad Apple                                                   | Gibbons                                  | CBS, Telefilm                                             |
| 2004 | Zenon: Z3                                                   | Comandant Plank                          | Disney Channel, Telefilm                                  |
| 2004 | Crim organitzat                                             | Gene                                     |                                                           |
| 2004 | Nova França                                                 | Benjamin Franklin                        |                                                           |
| 2005 | Turning Green                                               | Tom                                      |                                                           |
| 2005 | Briar & Graves                                              | Pare Alister McSweeney                   | Fox, Telefilm                                             |
| 2006 | Caved In: Prehistoric Terror                                | Vincent                                  | Syfy, Telefilm                                            |
| 2006 | Five Fingers                                                | Gavin                                    |                                                           |
| 2006 | A Lobster Tale                                              | Cody                                     |                                                           |
| 2006 | Sixty Minute Man                                            | Charlie                                  | ABC, Telefilm                                             |
| 2007 | Kings                                                       | Joe Mullan                               | Nominat – Irish Film and Television Award al millor actor |
| 2007 | The Metrosexual                                             | L'Alcalde                                | Great Lakes Film Festival Award al millor actor secundari |
| 2008 | Clean Break                                                 | Trevor Jones                             | (a.k.a Unnatural Causes)                                  |
| 2008 | Three and Out                                               | Tommy                                    | (a.k.a A Deal Is a Deal)                                  |
| 2009 | The Damned United                                           | Don Revie                                |                                                           |
| 2009 | The Race                                                    | Frank Kensay                             |                                                           |
| 2009 | Law Abiding Citizen                                         | Detective Dunnigan                       |                                                           |
| 2010 | Get Him to the Greek                                        | Jonathan Snow                            |                                                           |
| 2010 | Alleged                                                     | H. L. Mencken                            |                                                           |
| 2010 | Parked                                                      | Fred Daly                                |                                                           |
| 2010 | La conspiració                                              | Gen. David Hunter                        |                                                           |
| 2010 | The Flight of the Swan                                      | Giannopolus                              |                                                           |
| 2011 | El Perfecto Desconocido                                     | Mark O'Reilly                            |                                                           |
| 2012 | Whole Lotta Sole                                            | Detective Weller                         | (a.k.a Stand Off)                                         |
| 2012 | Bel Ami, història d'un seductor                             | Monsieur Rousset                         |                                                           |
| 2012 | Soldiers of Fortune                                         | Carter Mason                             |                                                           |
| 2012 | The Hot Potato                                              | Harry                                    |                                                           |
| 2012 | The Cold Light of Day                                       | CIA Agent                                |                                                           |
| 2013 | Alan Partridge: Alpha Papa                                  | Pat Farrell                              |                                                           |
| 2013 | One Chance                                                  | Roland Potts                             |                                                           |
| 2013 | A Belfast Story                                             | Detective                                |                                                           |
| 2013 | Free Birds                                                  | Myles Standish                           | Voice                                                     |
| 2014 | The Yank                                                    | Fintan McGuire                           | (a.k.a My Not So Irish Bride)                             |
| 2014 | The Devil's Hand                                            | Elder Beacon                             |                                                           |
| 2015 | A Dangerous Arrangement                                     | Leslie                                   | TVM, Telefilm                                             |
| 2016 | Norm of the North                                           | Grandfather                              | Voice                                                     |
| 2016 | Pelé: Birth of a Legend                                     | George Raynor                            |                                                           |
| 2016 | The Journey                                                 | Martin McGuinness                        |                                                           |
| 2016 | The Secrets of Emily Blair                                  | Father Avital                            |                                                           |
| 2017 | Halal Daddy                                                 | Martin Logan                             |                                                           |
| 2018 | Cat on a Hot Tin Roof                                       | Big Daddy                                | NT Live, Telefilm                                         |
| 2019 | Tolkien                                                     | Pare Francis                             |                                                           |
| 2019 | Seberg                                                      | Frank Ellroy                             |                                                           |
| 2019 | The Last Right                                              | Detective Donall Crowley                 |                                                           |
| 2020 | The Banker                                                  | Patrick Barker                           |                                                           |
| 2020 | Pixie                                                       | Dermot O’Brien                           |                                                           |
| 2021 | The Monkey                                                  | MacDonell                                | Curtmetratge                                              |
| 2021 | Lady Betty                                                  | Paddy                                    | Curtmetratge                                              |
| 2021 | There's Always Hope                                         | Jonathan Stack                           | [ 35 ]                                                    |
| 2022 | Confession                                                  | Pare Peter                               |                                                           |
| 2022 | Save the Cinema                                             | Martyn                                   |                                                           |
| 2022 | Marlowe                                                     | Bernie Ohls                              |                                                           |
| 2022 | Unwelcome                                                   | "Daddy" Whelan                           |                                                           |
| 2022 | Three Day Millionaire                                       | Mr. Barr                                 |                                                           |
| 2023 | In the Land of Saints and Sinners                           | Robert McQue                             |                                                           |
| 2023 | The Problem with People                                     | Ciáran                                   |                                                           |
| 2024 | No Way Up                                                   | Brandon                                  |                                                           |
| 2024 | The Ballad of Davy Crockett                                 | Caleb                                    |                                                           |
| 2024 | Duchess                                                     | Frank Monaghan                           |                                                           |
| 2024 | Bring Them Down                                             | Ray                                      |                                                           |
| TBA  | The Panic                                                   | J.P. Morgan                              | Post-producció                                            |

### Televisió
| Any             | Títol                                 | Paper                    | Notes |
| --------------- | ------------------------------------- | ------------------------ | --- |
| 1973            | Thursday Play Date                    | Freddie                  | Episodi: "Hatchet" |
| 1978            | Z-Cars                                | McGlin                   | Episodi: "Pressure" |
| 1981            | Les roses de Dublin                   | Michael Kavanaugh        | Paper principal, 6 episodis |
| 1982            | Play for Tomorrow                     | Kevin Murphy             | Episodi: "Easter 2016" |
| 1982            | Knight Power                          | Scanner Bracelet (voice) | Episode: "Animal Attraction!" |
| 1982            | Strangers                             | Smollett                 | Episodi: "Charlie's Brother's Birthday" (Part 1) |
| 1986            | Moonlighting                          | Katharina Suitor         | Episodi: "Atomic Shakespeare" |
| 1987            | Remington Steele                      | Home a la taverna        | Episodi: "Steele Hanging in There: Part 2" |
| 1987            | Tales from the Darkside               | Constable                | Episodi: "Beetles" |
| 1987–1989       | One Life to Live                      | Alf                      | |
| 1987–1992, 1994 | Star Trek: La nova generació          | Miles O'Brien            | Paper principal, 52 episodis |
| 1990            | Equal Justice                         | Nucchi                   | Episodi: "The Art of the Possible" |
| 1990            | Father Dowling Mysteries              | Ernie                    | Episodi: "The Undercover Nun Mystery" |
| 1991            | The New Adam-12                       | Father                   | Episodi: "Panic in Alverez Park" |
| 1991            | MacGyver                              | Dr. Irwin Malcolm        | Episodi: "Good Knight MacGyver: Part 1" |
| 1992            | Jack's Place                          | Mikey Ford               | Episodi: "Forever" |
| 1993            | Dr. Quinn, Medicine Woman             | Jake Slicker             | Episodi: "Dr. Quinn, Medicine Woman" |
| 1993            | Screen Two                            | Dessie Curley            | Episodi: "The Snapper" |
| 1993            | Brooklyn Bridge                       | Mr. Kramer               | Episodi: "Good as Gold" |
| 1993–1999       | Star Trek: Deep Space Nine            | Cap Miles O'Brien        | Paper principal, 173 episodis |
| 1994            | Scarlett                              | Pare Colum O'Hara        | 2 episodis |
| 1996            | Gargoyles                             | Mr. Dugan (voice)        | Episodi: "The Hound of Ulster" |
| 1999            | The Magical Legend of the Leprechauns | Seamus Muldoon           | 2 episodis |
| 2002            | Random Passage                        | Thomas Hutchings         | Minisèrie Nominat – Premi Gemini Award al millor actor dramàtic en minisèrie                                                                                                  |
| 2004            | The Murdoch Mysteries                 | Inspector Brackenreid    | 2 episodis |
| 2004–2006       | Stargate Atlantis                     | Cap Cowen                | 3 episodis |
| 2005            | Law & Order: Criminal Intent          | Jutge Harold Garrett     | Episodi: "In the Wee Small Hours" |
| 2006            | The Unit                              | Charge D'Affaires        | Episodi: "Security" |
| 2006            | Covert One: The Hades Factor          | Peter Howell             | 2 episodis |
| 2007            | Men in Trees                          | Bob O'Donnell            | 2 episodis |
| 2008            | Law & Order                           | Wyatt Landon             | Episodi: "Lost Boys" |
| 2009            | ZOS: Zone of Separation               | George Titac             | Paper principal, 8 episodis |
| 2009            | Els Simpsons                          | Tom O'Flanagan (veu)     | Episodi: "In the Name of the Grandfather" |
| 2009            | Life on Mars                          | Tinent Gene Hunt         | Episodi: "Unaired Pilot" |
| 2009            | Mercy                                 | Dr. Parks                | Episodi: "I Believe You Conrad" |
| 2009            | Alice                                 | Rei de Cors              | 2 episodis |
| 2011–2016       | Hell on Wheels                        | Thomas "Doc" Durant      | Paper principal, 52 episodis Nominat – Premi Saturn al millor actor secundari de televisió (2013) Nominat – Irish Film & Television Award al millor actor de televisió (2013) |
| 2014            | The Driver                            | The Horse                | 3 episodis |
| 2015            | Childhood's End                       | Wainwright               | Episodi: "The Overlords" |
| 2017            | Will                                  | James Burbage            | Paper principal, 10 episodis |
| 2020            | Gangs of London                       | Finn Wallace             | Paper principal, 8 episodis |
| 2020            | The Singapore Grip                    | Brendan Archer           | Paper principal, 6 episodis |
| 2021            | It's Always Sunny in Philadelphia     | Shelley Kelly            | 2 episodis |
| 2021            | Fúria                                 | Michael                  | 2 episodis |
| 2022            | The Serpent Queen                     | Francesc I de França     | 4 episodis |
| 2023            | Scary Tales of New York               | Storyteller              | Paper principal, 6 episodis |
| 2023            | The Santa Stories                     | Bill                     | Episodi: "The Note" |
| 2025            | Safe Harbor                           | Kieran Walsh             | Paper principal, 8 episodis |

### Teatre
| Any       | Títol                                        | Paper                            | Dramaturg                     | Lloc                                   | Ref.   |
| --------- | -------------------------------------------- | -------------------------------- | ----------------------------- | -------------------------------------- | ------ |
| 1971      | Today the Bullfinch                          | Cavaller                         | Jack White                    | Abbey Theatre                          | [ 6 ]  |
| 1971      | Macbeth                                      | Lord escocès                     | William Shakespeare           | Abbey Theatre                          | [ 6 ]  |
| 1971      | Hall of Healing                              | Red Muffler                      | Sean O'Casey                  | Abbey Theatre                          | [ 6 ]  |
| 1971      | The Shadow of a Gunman                       | Donal Davoren                    | Sean O'Casey                  | Abbey Theatre                          | [ 6 ]  |
| 1971      | The Blue Demon                               | Mogg / Demonaide                 | Lin Ford                      | Abbey Theatre                          | [ 6 ]  |
| 1972      | Arrah-na-Pogue                               | Soldier                          | Dion Boucicault               | Abbey Theatre                          | [ 6 ]  |
| 1972      | The Silver Tassie                            | The Staff Wallah                 | Sean O'Casey                  | Abbey Theatre                          | [ 6 ]  |
| 1972      | Saint Joan                                   | Soldat                           | George Bernard Shaw           | Abbey Theatre                          | [ 6 ]  |
| 1972      | Picnic on a Battlefield                      | Monsieur Tepan                   | Fernando Arrabal              | Abbey Theatre                          | [ 6 ]  |
| 1973      | The School For Scandal                       | William                          | Richard Brinsley Sheridan     | Abbey Theatre                          | [ 6 ]  |
| 1973      | King Oedipus                                 | Cor grec                         | William Butler Yeats          | Abbey Theatre                          | [ 6 ]  |
| 1973      | Escurial                                     | Homa en escarlata                | Michel De Ghelderode          | Abbey Theatre                          | [ 6 ]  |
| 1973      | The Night of the Rouser                      | Segon soldat                     | Sean Walsh                    | Abbey Theatre                          | [ 6 ]  |
| 1974      | King Oedipus                                 | Cor grec                         | William Butler Yeats          | Abbey Theatre                          | [ 6 ]  |
| 1975      | Fish in the Sea                              | Derick / Vince                   | John McGrath                  | 7:84 Theatre Company                   | [ 37 ] |
| 1975      | Yobbo Nowt                                   | Val                              | John McGrath                  | 7:84 Theatre Company                   |        |
| 1975      | Lay-Off                                      | Fred W. Taylor                   | John McGrath                  | 7:84 Theatre Company                   |        |
| 1976      | History of the Tenth Struggle                | Lin Biao                         | John McGrath                  | 7:84 Theatre Company                   |        |
| 1977      | The Slave Camp                               | Sid Harley                       | Dave Marson                   | 7:84 Theatre Company                   | [ 38 ] |
| 1978      | Hatchet                                      | Freddie                          | Heno Magee                    | Abbey Theatre                          | [ 6 ]  |
| 1979      | Hatchet                                      | Freddie                          | Heno Magee                    | Abbey Theatre                          | [ 6 ]  |
| 1979      | The Death of Humpty Dumpty                   | Willy John                       | Joseph Graham Reid            | Abbey Theatre                          | [ 6 ]  |
| 1979      | Juno and the Paycock                         | Jerry Devine                     | Sean O'Casey                  | Abbey Theatre                          | [ 6 ]  |
| 1980      | The Field                                    | Tadhg Mc Cabe                    | John B. Keane                 | Abbey Theatre                          | [ 6 ]  |
| 1980      | Juno and the Paycock                         | Jerry Devine                     | Sean O'Casey                  | Abbey Theatre                          | [ 6 ]  |
| 1980      | Conte d'hivern                               | Cleomenes / Autolycus            | William Shakespeare           | Abbey Theatre                          | [ 6 ]  |
| 1980      | The Closed Door                              | John "Slabber" McCoy             | Joseph Graham Reid            | Abbey Theatre                          | [ 6 ]  |
| 1980      | Nightshade                                   | Vance                            | Stewart Parker                | Abbey Theatre                          | [ 6 ]  |
| 1980      | Nightshade                                   | Vance                            | Stewart Parker                | Abbey Theatre National Tour            | [ 6 ]  |
| 1982      | The Playboy of the Western World             | Shawn                            | John Millington Synge         | Great Lakes Shakespeare Festival       |        |
| 1982      | The Life and Adventures of Nicholas Nickleby | John Browdie / Sir Mulberry Hawk | Charles Dickens & David Edgar | Great Lakes Shakespeare Festival       |        |
| 1983      | The Life and Adventures of Nicholas Nickleby | John Browdie / Sir Mulberry Hawk | Charles Dickens & David Edgar | Merle Reskin Theatre, Chicago          |        |
| 1983      | Enric V                                      | Fluellen                         | William Shakespeare           | Great Lakes Shakespeare Festival       |        |
| 1983      | A Child's Christmas in Wales                 | Tad                              | Dylan Thomas                  | Great Lakes Shakespeare Festival       |        |
| 1984      | The Poker Sessions                           | Kevin                            | Hugh Leonard                  | Theater Off Park Off-Broadway          |        |
| 1985      | And a Nightingale Sang                       | Eric                             | C. P. Taylor                  | Great Lakes Shakespeare Festival       |        |
| 1986      | The Birthday Party                           | McCann                           | Harold Pinter                 | Los Angeles Theatre Center             |        |
| 1986      | Diary of a Hunger Strike                     | Patrick O'Connor                 | Peter Sheridan                | Los Angeles Theatre Center             |        |
| 1986      | Alpha                                        | El presoner polítric             | Sławomir Mrożek               | Los Angeles Theatre Center             |        |
| 1987      | Breaking the Code                            | Mick Ross                        | Hugh Whitemore                | Kennedy Center                         |        |
| 1987–1988 | Breaking the Code                            | Mick Ross                        | Hugh Whitemore                | Neil Simon Theatre, Broadway           |        |
| 1993      | Every Good Boy Deserves Favour               | Coronel                          | Tom Stoppard                  | Orange County Symphony                 |        |
| 1993      | Every Good Boy Deserves Favour               | Coronel                          | Tom Stoppard                  | The Chicago Theatre                    |        |
| 1993      | Every Good Boy Deserves Favour               | Coronel                          | Tom Stoppard                  | Fox Theatre, Atlanta                   |        |
| 1994      | Every Good Boy Deserves Favour               | Colonel                          | Tom Stoppard                  | Orpheum Theatre, Minneapolis           |        |
| 1999      | The Cider House Rules                        | Dr. Wilbur Larch                 | John Irving & Peter Parnell   | Atlantic Theater Company, Off-Broadway |        |
| 2007      | A Moon for the Misbegotten                   | Phil Hogan                       | Eugene O'Neill                | Brooks Atkinson Theatre, Broadway      |        |
| 2007      | A Moon for the Misbegotten                   | Phil Hogan                       | Eugene O'Neill                | The Old Vic, West End                  |        |
| 2017      | La gata sobre la teulada de zinc calenta     | Big Daddy                        | Tennessee Williams            | Apollo Theatre, West End               |        |
| 2018      | The Iceman Cometh                            | Harry Hope                       | Eugene O'Neill                | Bernard B. Jacobs Theatre, Broadway    |        |
| 2023      | Bedbound                                     | Father                           | Enda Walsh                    | Galway International Arts Festival     |        |
| 2023      | Bedbound                                     | Father                           | Enda Walsh                    | Olympia Theatre, Dublin                |        |